# Андре Кортіс
Андре Кортіс (фр. André Corthis; (справжнє ім'я Андре Магделен Юссон (Andrée Magdeleine Husson, 15 квітня 1882, Париж — 8 серпня 1952, Париж) — французька письменниця і поетеса.

## Біографія
Дочка Жана Марі П'єра Юссона (1845—1926), уродженця Сен-Мало, капітана далекого плавання та директора страхової кампанії, та Ірметт Камій Борі (1846—1933), племінниця портретистки Амелі Борі-Сорель, дружини Родольфа Жюля.
Частину юності провела в Іспанії, до якої часто зверталася у творчості. З 12 років займалася поезією, і в червні 1906 під псевдонімом Андре Кортіс опублікувала свою першу збірку віршів «Гемми та відсвіти», написану під впливом поезії Бодлера, Анрі де Реньє та Верлена. У грудні того ж року книга здобула престижну літературну премію Феміна, принісши популярність юній поетесі.